# DAF MB200
Der DAF MB200 war ein Omnibus-Chassis, das DAF 1965 als Nachfolger des 1958 eingeführt DAF TB160-Chassis einführte. Das Chassis wurde ursprünglich entwickelt für die Busunternehmen Den Oudsten aus Woerden und Hainje aus Heerenveen und hatte einen zwischen der Vorder- und Hinterachse platzierten Mittelmotor für eine gute Gewichtsverteilung. Es gab verschiedene Chassis des DAF MB200, die meisten als DKDL600 und DKDL564. Letzteres hatte einen kürzeren Radstand, sodass eine breitere Eingangstür möglich war. Ursprünglich wurde das Fahrgestell mit einem Wilson-GB340-Halbautomatikgetriebe und einem DAF-11,6-Liter-Dieselmotor geliefert. Später gab es auch Automatikgetriebe von Allison oder ZF Friedrichshafen.

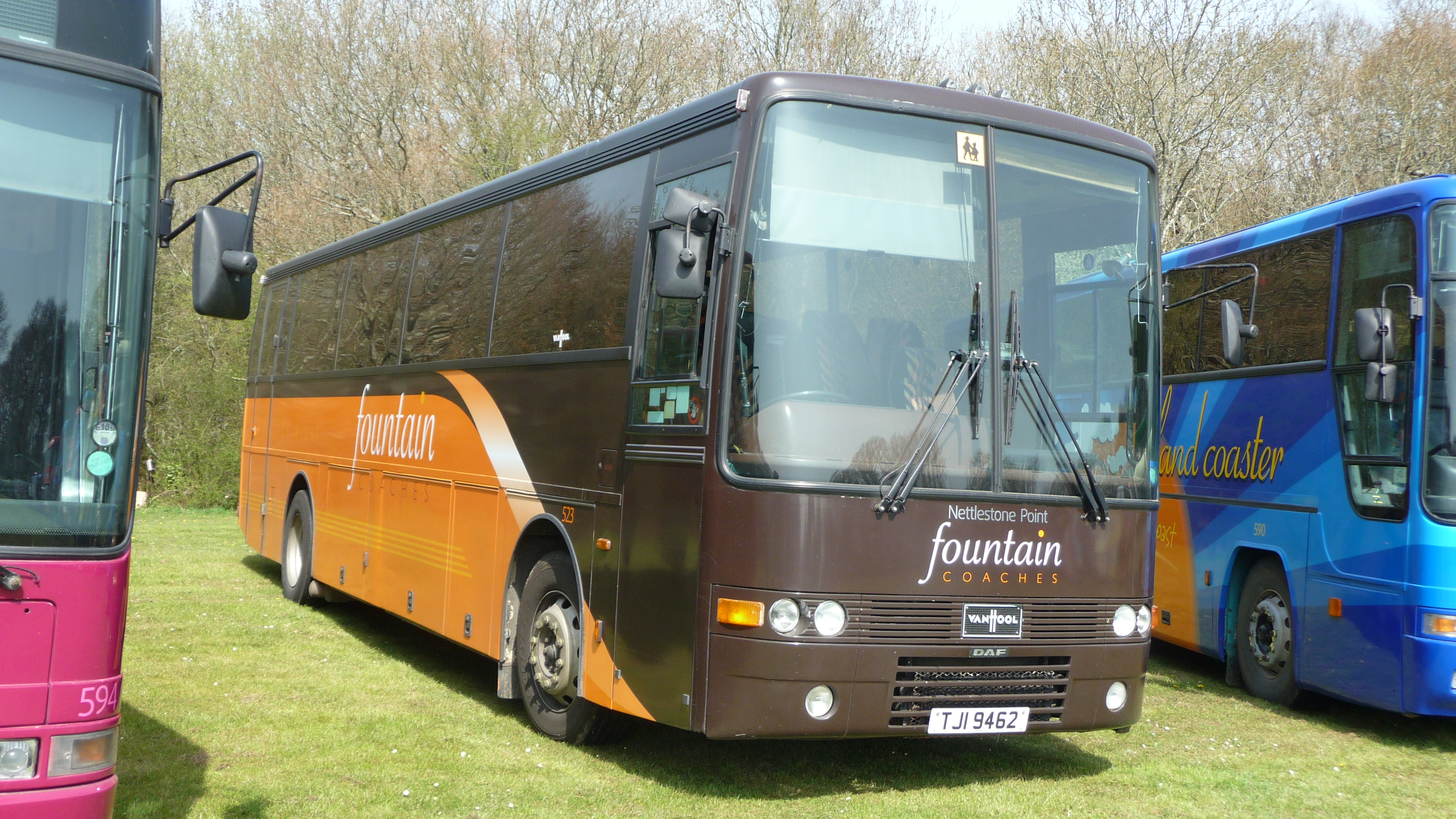
DAF MB230 in Großbritannien

Neben dem Stadtbus MB 200 wurde ein verlängertes Reisebuschassis MB230 gebaut, das auch nach Großbritannien und Irland geliefert wurde. Zu der Zeit waren dort Reisebus-Chassis, die in Kontinentaleuropa produziert wurden, noch relativ selten.
1982 kam auf der Grundlage des MB200-Unterflurmotor-Chassis ein Gelenkbus DAF MBG auf den Markt, der 1988 vom DAF SBG220 abgelöst wurde. Das SB220-Chassis ersetzte das MB200-Chassis und das MB230-Chassis.

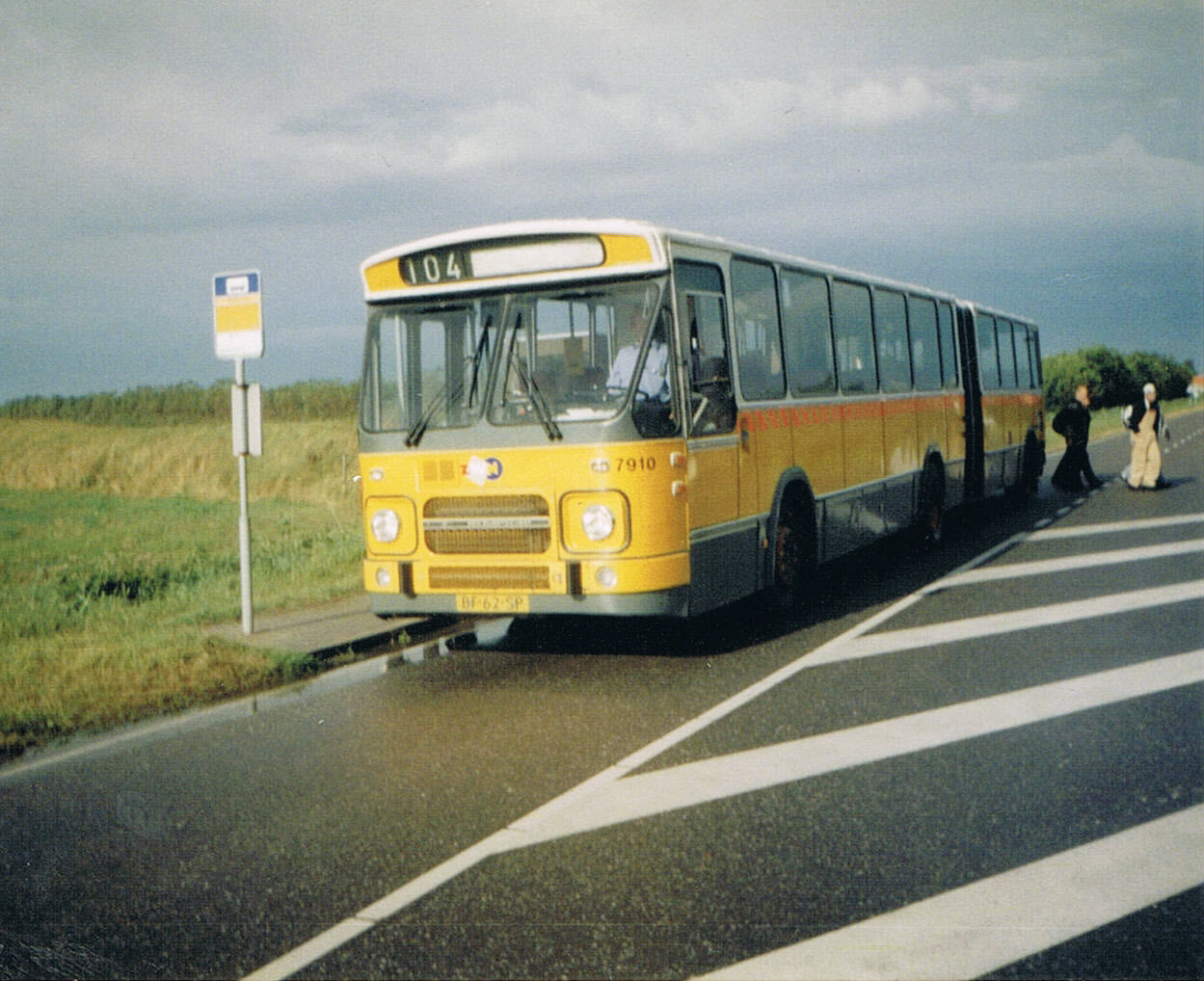
DAF MBG200

## Technische Daten
- Chassis: DAF MB200 DKDL564
- Motor: DAF DKDL1160, 6 Zylinder 11,6 Liter, 170 PS
- Länge: 11,85 m
- Breite: 2,5 m
- Höhe: 3,2 m
- Nettogewicht: 9920 kg
- Zulässiges Gesamtgewicht: 16560 kg
- Tankinhalt: 250 Liter.

### Gelenkbus
- Chassis: DAF MBG200 DKTL530
- Motor: DAF DKDL1160, 6 Zylinder 11,6 Liter, mit Turbolader, 252 PS
- Länge: 18 m
- Breite: 2,5 m
- Höhe: 3,2 m
- Nettogewicht: 14844 kg
- Zulässiges Gesamtgewicht: 25055 kg
- Tankinhalt: 340 Liter.